# Librería Porrúa

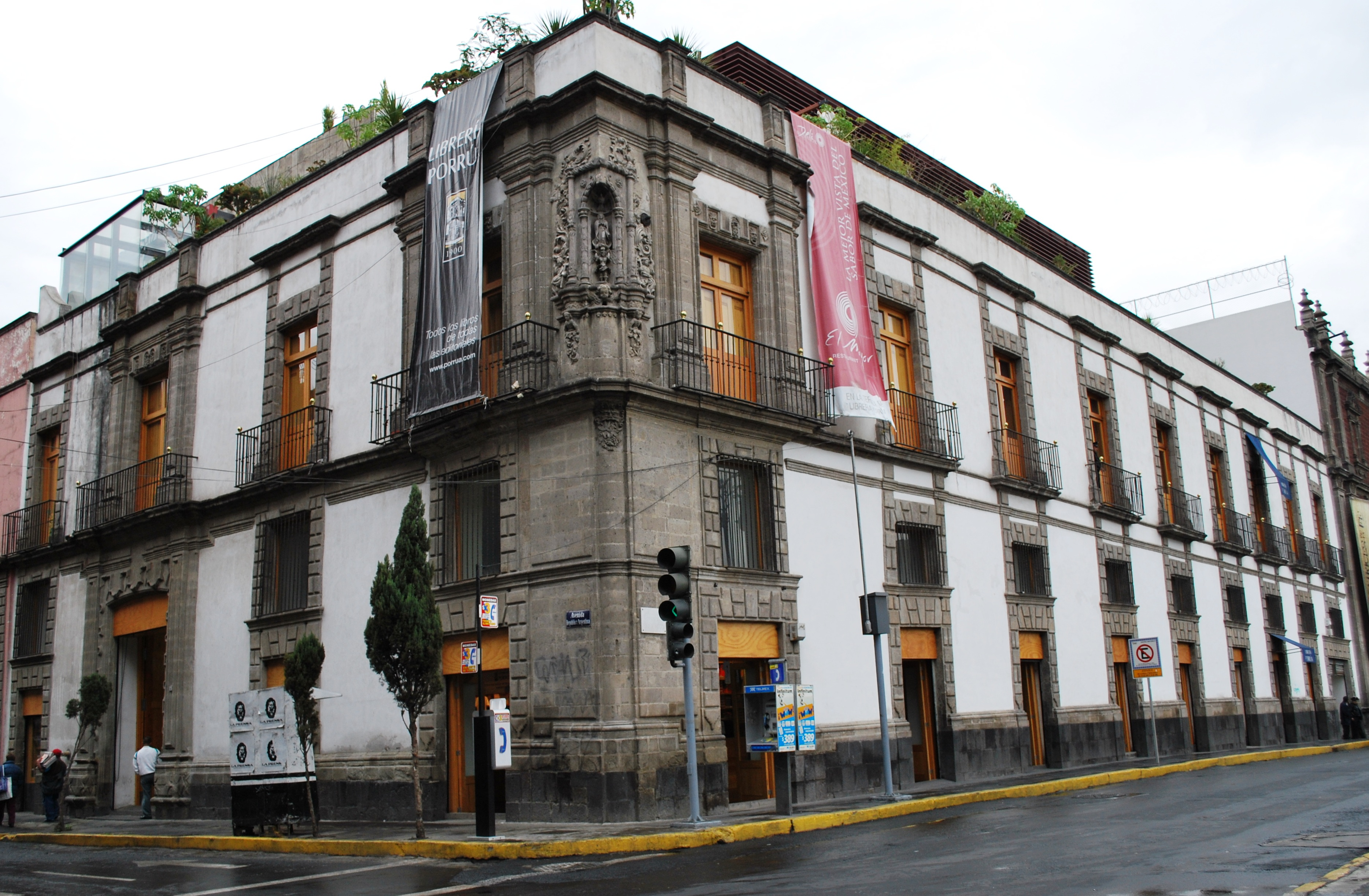
Sediul companiei situat în colțul format de străzile República de Argentina și Justo Sierra din Ciudad de México.

Librería Porrúa este o librărie și editură de carte mexicană, fondată în 1900 de frații José, Indalecio și Francisco Porrúa, originari din Asturia, Spania. Locul destinat „achiziționării și vânzării de cărți de ocazie și de interes general” a fost stabilit inițial pe calle de San Pedro y San Pablo. Ceva mai târziu, în 1910, compania s-a mutat în colțul format de străzile República de Argentina și Justo Sierra, tot în Ciudad de México. Noul sediu era într-o clădire din secolul al XVIII-lea, cu interiorul renovat, deși fațada păstra „personalitatea secolului al XVIII-lea”, acest sediu fiind folosit în prezent de compania-mamă.
Începând din 1904 compania a publicat Boletines bibliográficos și, patru ani mai târziu, un catalog cu reproduceri artistice mexicane vechi. Acest tip de lucrări „au fixat pentru o lungă perioadă de timp prețurile edițiilor mexicane cu valoare tipografică sau istorică”. Prima lucrare editorială, Guía de la ciudad de México, a fost tipărită în Spania în 1910. Patru ani mai târziu, a apărut volumul Las 100 mejores poesías líricas mexicanas, care a reunit poezii ale unor scriitori precum Antonio Caso, Enrique González Martínez și Efrén Rebolledo. Editorial Porrúa a fost constituită în mod oficial până în 1944, cu următorul principiu editorial: „Cultura al alcance de todos” („Cultură pentru toți”).
De-a lungul istoriei sale, editura a inclus în catalogul său diferite colecții, precum „Colección de Escritores Mexicanos”, inițiată în 1944 cu cartea Poesía, teatro y prosa a surorii Juana Inés de la Cruz, și „Biblioteca Jurídica Porrúa”, care a început în același an cu cartea Introducción al estudio del derecho al lui Eduardo García Máynez și care conține peste 2.500 de titluri. Cu toate acestea, cea mai populară este „Sepan Cuantos…”, care a fost inițiată fără a purta vreo denumire la 2 iulie 1959 cu El Periquillo Sarniento de José Joaquín Fernández de Lizardi și a fost denumită până în martie 1960, odată cu publicarea Odiseei, la sugestia lui Alfonso Reyes.
Colecția a ajuns să conțină 700 de titluri de lucrări de politică, literatură universală, biografii, eseuri și documente istorice, care au fost prefațate, printre alții, de autori precum Sergio Pitol, Jorge Luis Borges, Miguel León Portilla, Jorge Ibargüengoitia și José Emilio Pacheco. Inițial, cărțile din colecția „Sepan Cuantos…” au fost publicate în două coloane, dar mai târziu au fost publicate într-o singură coloană. Alte colecții sunt „Biblioteca Porrúa” - care a început în anii 1970 cu Historia de la literatura náhuatl de Ángel María Garibay - cu lucrări cu caracter istoric, și „Biblioteca Juvenil Porrúa”, care conține, printre altele, adaptări literare pentru copii.

## Legături externe
- Pagina oficială a Librería Porrúa.